# カトリック台湾地区司教団
カトリック台湾地区司教団（カトリックたいわんちくしきょうだん、中国語: 天主教台灣地區主教團、英語: Chinese Bishops' Conference）は、略称を台湾司教団（たいわんしきょうだん）といい、中華民国（台湾）の司教団体であり、台湾カトリック教会の最高権力機構である。1967年に台北市で成立した。元の名はカトリック中国司教団（カトリックちゅうごくしきょうだん、中国語: 天主教中國主教團、英文名称は変更なし）で、初代団長は郭若石大司教である。輔仁大学が台湾での復興を担った3つの団体の1つで、1998年に地政的配慮により現在の名称に変更したが、名称変更後も依然として教皇庁が認める中国の司教団であることには変わりがない。現任の主席はカトリック台北大司教区洪山川大司教で、副主席はカトリック高雄教区劉振忠大司教、事務局長は陳科神父。8名の司教団のメンバーは、台湾の各教区の現任司教である。
なおビショップ（ラテン語: Episcopus）の訳語に、日本のカトリック教会では「司教」の訳語が用いられているが、中国語では「主教」が用いられている。本項目では日本語に翻訳した「司教団」および「司教」に統一して表記する。

## 組織機構
司教団は主席、副主席および事務局長を置き、事務局を最高の執行機関とし、その下に12の委員会を管轄する。
| 委員会名称                                    | 主任委員 | 委員                       | 執行秘書 | 合併した委員会                                                       |
| --------------------------------------------- | -------- | -------------------------- | -------- | -------------------------------------------------------------------- |
| 教義委員会                                    | 劉振忠   | - 鍾安住 - 蘇耀文          | 蕭擲吉   | - 聖書グループ：帥崇義 - カリスマ刷新運動：黄清富                    |
| 福音伝道委員会                                | 洪山川   | - 蘇耀文 - 黄兆明          | 陳淑宜   | - 信者グループ：洪山川 - 家庭グループ：李克勉 - 青年グループ：鍾安住 |
| 聖職委員会                                    | 李克勉   | - 洪山川 - 鍾安住          | 林吉城   |                                                                      |
| 典礼委員会                                    | 蘇耀文   | - 劉振忠 - 曾建次          | 潘家駿   |                                                                      |
| 橋梁教会委員会                                | 林吉男   | - 黄兆明 - 李克勉          |          | 宣聖グループ：李若瑟                                                 |
| 社会発展委員会                                | 黄兆明   | 洪山川                     | 梅冬祺   | - 正義と平和グループ - 社会伝播グループ                              |
| 教育文化委員会                                | 洪山川   | - 王愈栄 - 劉振忠 - 蘇耀文 | 兪明徳   |                                                                      |
| 宗教対話および協力委員会 エキュメニズム委員会 | 鍾安住   | 林吉男                     | 黄敏正   |                                                                      |
| 移住移動者司牧委員会                          | 林吉男   | - 曾建次 - 李克勉          | 那里叟   |                                                                      |
| ヘルスケア司牧委員会                          | 洪山川   | 李克勉                     | 王長清   |                                                                      |
| 原住民司牧委員会                              | 曾建次   | - 洪山川 - 李克勉 - 蘇耀文 | 廖建雄   |                                                                      |

※注：
1. 2006年4月22日から28日にかけて開催された司教団春季常年大会で委員会を簡略化し、機能の似通った委員会を合併して12の委員会にした。
2. 各主任委員メンバーは2009年末の資料による

## 台湾地区カトリック司教一覧表
- カトリック台北大司教区（台北市、新北市、基隆市、宜蘭県）
  - 洪山川大司教 - 2007年11月25日着任
  - 鄭再発大司教（引退）
  - 狄剛大司教（引退）
  - 賈彦文大司教（引退）
- カトリック新竹教区（桃園県、新竹市、新竹県、苗栗県）
  - 李克勉司教 - 2006年6月24日に司教叙階。元は台湾総修院（台湾大神学校）の校長
  - 劉丹桂司教（現在司教総代理、健康上の理由により教区司教は退任）
  - 劉献堂司教（引退）
- カトリック台中教区（台中市、彰化県、南投県）
  - 蘇耀文司教 - 2007年9月25日に司教叙階。元は静宜大学のチャプレン
  - 王愈栄司教（引退）
- カトリック嘉義教区（嘉義市、嘉義県、雲林県）
  - 鍾安住司教 - 2008年3月1日着任
- カトリック台南教区（台南市、澎湖県）
  - 林吉男司教 - 2004年3月21日着任
  - 成世光司教（引退）
- カトリック高雄教区（高雄市、屏東県）
  - 劉振忠大司教 - 2004年8月29日着任し、2009年11月21日に教皇ベネディクト16世に大司教に挙げられた
- カトリック花蓮教区（花蓮県、台東県）
  - 黄兆明司教 - 2002年2月6日着任
  - 曾建次補佐司教 - 1998年8月29日に司教叙階
- カトリック金門・馬祖使徒座管理区（金門県、連江県）
  - 洪山川大司教（台北大司教が兼任）

## 参考資料
- 天主教会台湾地区司教団網站 - 認識台湾天主教会概況
- 天主教会台湾地区司教団網站 - 常設委員会
- 教友生活週刊／天主教週報